# Вавилов Микола Іванович
Мико́ла Іва́нович Вави́лов (нар. 13 (25) листопада 1887 — 26 січня 1943) — російський і радянський вчений-генетик, селекціонер, ботанік, хімік, географ, академік АН СРСР і АН УРСР, найбільше відомий роботами з ідентифікації центрів походження культурних рослин. Присвятив своє життя вивченню і удосконаленню сортів пшениці, зернових та інших хлібних культур, які годують населення всього світу.
Організатор та учасник ботаніко- агрономічних експедицій, що охопили більшість континентів (крім Австралії та Антарктиди), в ході яких виявив древні осередки формоутворення культурних рослин. Створив вчення про світові центри походження культурних рослин.
Обгрунтував вчення про імунітет рослин, відкрив закон гомологічних рядів у спадковій мінливості організмів. Зробив істотний внесок у розробку вчення про біологічний вид.
Під керівництвом Вавілова була створена найбільша у світі колекція насіння культурних рослин. Він заклав засади системи державних випробувань сортів польових культур. Сформулював принципи діяльності головного наукового центру країни з аграрних наук, створив мережу наукових установ у цій галузі.

## Біографія
Микола Вавилов народився в сім'ї багатого взуттєвого фабриканта, депутата Московської міської думи.
- 1911 — закінчив Петровську сільськогосподарську Академію в Москві.
- 1913—1914 — робота в лабораторії проф. Бетсона, Кембріджський університет, Англія
- 1917—1921 — професор агрономічного факультету Саратовського університету.
- 1919 — створення вчення про імунітет рослин.
- 1920 — формулювання Закону гомологічних рядів спадкової мінливості.
- 1921—1940 — завідує Відділом прикладної ботаніки і селекції в Петрограді, який в 1924 реорганізований у Всесоюзний інститут прикладної ботаніки і нових культур, а в 1930 — у Всесоюзний інститут рослинництва, керівником якого він залишався до серпня 1940.
- 1923 — обраний членом-кореспондентом АН СРСР у відділення фізико-математичних наук
- 1926 — нагородження Премією імені В. І. Леніна.
- 1928 — вибраний академіком АН СРСР у відділення фізико-математичних наук (ботаніка)
- 1930—1933 — очолював Генетичну лабораторію АН СРСР в Москві.
- 1931—1940 — Президент Всесоюзного географічного товариства.
- 1933—1940 — очолював Інститут генетики АН СРСР (організований на базі Генетичної лабораторії).
- 1940 — арештований за доносом.
- 1943 — помер у в'язниці НКВС від пелагри — хвороби, яку викликає абсолютне виснаження організму (за словами академіка В. П. Ефроїмсона в Політехнічному інституті в грудні 1985 році в Москві після перегляду фільму про життя академіка Вавілова).

## Наукові досягнення
- 110 експедицій[18] по всьому світу.
- Вчення про імунітет рослин.
- Вчення про центри походження культурних рослин.
- Закон гомологічних рядів у спадковій мінливості.
- Учення про вид як систему, внутрішньовидові таксономічні та еколого-географічні класифікації[19].

## Основні роботи
- Вавилов М. І. Про походження культурного жита // Праці по прикладній ботаніці. 1917.
- Вавилов М. І. Закон гомологічних рядів в спадковій мінливості // Доповідь на III Всеросійському селекційному з'їзді в Саратові
- Вавилов М. І. До пізнання м'яких пшениць: (Систематично-географічний нарис) // Праця по прикладній ботаніці, генетиці і селекції.
- Вавилов М. І. Центри походження культурних рослин.
- Вавилов М. І. Географічна мінливість рослин
- Вавилов М. І. Ліннеївський погляд як система // Праці по прикладній ботаніці, генетиці і селекції.
- Селекція як наука (1934).
- Вавілов М. І. Закон гомологічних рядів у спадковій мінливості // Теоретичні основи селекції рослин[20]
- Вчення про походження культурних рослин після Дарвіна (1940).
- Вавилов М. І. Пять континентів[21].
- Вавилов М. І. «Життя коротке, треба поспішати».

## Визнання
М. І. Вавилов був почесним членом:
- Англійського товариства прикладної ботаніки
- Іспанського товариства випробувачів природи
- Американського ботанічного товариства
- Садівничого товариства в Лондоні

А також:
- Членом Аргентинської академії
- Членом-кореспондентом Шотландської академії наук
- Членом-кореспондентом Німецької академії наук

Академія Наук СРСР заснувала Премію (1965) і Золоту медаль імені Вавилова (1968).
У Саратові в 1969 році ім'ям Миколи Вавилова названа вулиця Вавилова. У 1997 році на початку вулиці Вавілова встановлений пам'ятник Миколі Вавилову. У Санкт-Петербурзі є вулиця братів Вавилових. Також є вулиці імені Вавилова в Липецьку та Москві, але вони названі на честь брата Миколи Івановича — Сергія Вавилова. На честь науковця також названо астероїд — 2862 Вавилов.